# 金子真理
金子 真理（かねこ まり、1972年6月24日 - ）は、日本の女性総合格闘家、プロボクサー、空手家。長野県諏訪市出身。
空手道禅道会松本支部所属であり、禅道会女子部の看板選手兼指導者。1990年代から様々な大会で活躍する女子総合格闘技のパイオニアの一人。NPO法人日本武道総合格闘技連盟理事。

## 来歴
2000年9月21日、日本女子ボクシング協会主催のボクシング興行LADY GO! 2000 Part 3で鬼鞍幸子に判定負け。
2000年11月12日、高橋洋子を相手に総合格闘技デビュー。アキレス腱固めで一本負け。
2000年12月12日、日本女子ボクシング協会主催のボクシング興行LADY GO! 2000 ～PART4～で土田奈緒子に判定負け。
2000年12月17日、スマックガールの旗揚げ戦Smack Girl 〜Episode 0〜で石原美和子に腕ひしぎ十字固めで一本勝ち。
2001年7月26日、SMACKGIRL 〜Indeed〜で星野育蒔にフロントチョークで一本負け。
2002年8月4日、SMACKGIRL 〜Summer Gate 2002〜で渡辺久江に腕ひしぎ十字固めで一本勝ち。
2002年10月5日に開幕したSMACKGIRL JAPAN CUP 2002 ミドル級トーナメントに出場。1回戦で亜利弥'に判定勝ち。11月9日の準決勝でWINDY智美に判定勝ちするも、12月29日の決勝で辻結花に判定負けを喫し準優勝となった。
2004年5月7日、黄金筋肉 女子総合格闘技 最強女王決定トーナメントに出場。1回戦、準決勝を勝ち抜くも、決勝で渡辺久江に0-3の判定負けを喫し準優勝となった。
2005年7月8日、DEEP 19th IMPACTでのしなしさとことの試合を最後に、プロ総合格闘技から引退。その後は武道家として稽古を続け、後進の育成に励む。
2009年10月4日、4年ぶりに復帰し、リアルファイティング空手道選手権大会・女子52kg以下級に出場。決勝で石岡沙織に腕ひしぎ十字固めで一本負けし、準優勝となった。
2009年12月11日、4年5か月ぶりのプロ復帰戦となったJEWELS 6th RINGで富田里奈と対戦し、3-0の判定勝ちを収めた。
2010年10月3日、リアルファイティング空手道選手権大会・女子52kg以下級に出場。準決勝で小澤深岬に優勢勝ちを収めるも、決勝で石岡沙織に優勢負けを喫し、2年連続の準優勝となった。

## 戦績
| 総合格闘技 戦績 | 総合格闘技 戦績 | 総合格闘技 戦績 | 総合格闘技 戦績 | 総合格闘技 戦績 | 総合格闘技 戦績 | 総合格闘技 戦績 |
| --------------- | --------------- | --------------- | --------------- | --------------- | --------------- | --------------- |
| 19 試合         | (T)KO           | 一本            | 判定            | その他          | 引き分け        | 無効試合        |
| 10 勝           | 0               | 7               | 3               | 0               | 1               | 0               |
| 8 敗            | 1               | 2               | 5               | 0               | 1               | 0               |

| 勝敗 | 対戦相手         | 試合結果                   | 大会名 | 開催年月日     |
| ○    | 富田里奈         | 5分2R終了 判定3-0          | JEWELS 6th RING | 2009年12月11日 |
| ×    | しなしさとこ     | 5分2R終了 判定0-3          | DEEP 19th IMPACT | 2005年7月8日   |
| △    | しなしさとこ     | 5分2R終了 判定0-0          | DEEP 18th IMPACT | 2005年2月12日  |
| ×    | 渡辺久江         | 5分3R終了 判定0-3          | 黄金筋肉 女子総合格闘技 最強女王決定トーナメント 【決勝】                                                                      | 2004年5月7日   |
| ○    | 石川美津穂       | 1R 0:47 腕ひしぎ十字固め   | 黄金筋肉 女子総合格闘技 最強女王決定トーナメント 【準決勝】                                                                    | 2004年5月7日   |
| ○    | ASAMI            | 1R 1:17 チョークスリーパー | 黄金筋肉 女子総合格闘技 最強女王決定トーナメント 【1回戦】                                                                     | 2004年5月7日   |
| ×    | ジェット・イズミ | 5分3R終了 判定0-3          | SMACKGIRL Third Season-V | 2003年7月6日   |
| ○    | 松川敬子         | 1R 2:21 腕ひしぎ十字固め   | ARKADIA | 2003年3月29日  |
| ×    | 辻結花           | 5分3R終了 判定0-3          | SMACKGIRL "JAPAN CUP 2002 GRAND FINAL 〜The Last Performance of 2002〜" 【SMACKGIRL JAPAN CUP 2002 ミドル級トーナメント 決勝】 | 2002年12月29日 |
| ○    | WINDY智美        | 5分3R終了 判定3-0          | SMACKGIRL "JAPAN CUP 2002 エピソードII" 【SMACKGIRL JAPAN CUP 2002 ミドル級トーナメント 準決勝】                               | 2002年11月9日  |
| ○    | 亜利弥'          | 5分3R終了 判定3-0          | SMACKGIRL "JAPAN CUP 2002 開幕戦" 【SMACKGIRL JAPAN CUP 2002 ミドル級トーナメント 1回戦】                                      | 2002年10月5日  |
| ○    | 渡辺久江         | 2R 3:54 腕ひしぎ十字固め   | SMACKGIRL 〜Summer Gate 2002〜                                                                                                 | 2002年8月4日   |
| ×    | WINDY智美        | 5分3R終了 判定1-2          | SMACKGIRL 〜GOLDEN GATE 2002〜                                                                                                 | 2002年5月6日   |
| ○    | 虎島尚子         | 1R 2:15 腕ひしぎ十字固め   | SMACKGIRL 〜God Bless You!〜                                                                                                   | 2002年3月2日   |
| ×    | ジェット・イズミ | 1R 1:25 KO（膝蹴り連打）   | AX "We Want To Shine 〜輝きたいの〜"                                                                                           | 2001年12月26日 |
| ○    | 張替美佳         | 1R 4:05 腕ひしぎ十字固め   | SMACKGIRL 〜Burning Night〜 | 2001年8月23日  |
| ×    | 星野育蒔         | 3R 1:50 フロントチョーク   | SMACKGIRL 〜Indeed〜 | 2001年7月26日  |
| ○    | 石原美和子       | 1R 0:36 腕ひしぎ十字固め   | Smack Girl 〜Episode 0〜 | 2000年12月17日 |
| ×    | 高橋洋子         | 1R 4:01 アキレス腱固め     | CLUB FIGHT Round 1 | 2000年11月12日 |

## 獲得タイトル
- 1999年 全日本アマチュア修斗選手権大会 女子フライ級 優勝
- 2001年 リアルファイティング空手道選手権大会 女子の部 優勝
- 2002年 リアルファイティング空手道選手権大会 女子の部 優勝
- 2002年 スマックガール JAPAN CUP 2002 ミドル級 準優勝
- 2003年 リアルファイティング空手道選手権大会 女子50kg以下級 優勝[7]
- 2004年 黄金筋肉 女子総合格闘技 最強女王決定トーナメント 準優勝[3]